# Manarola

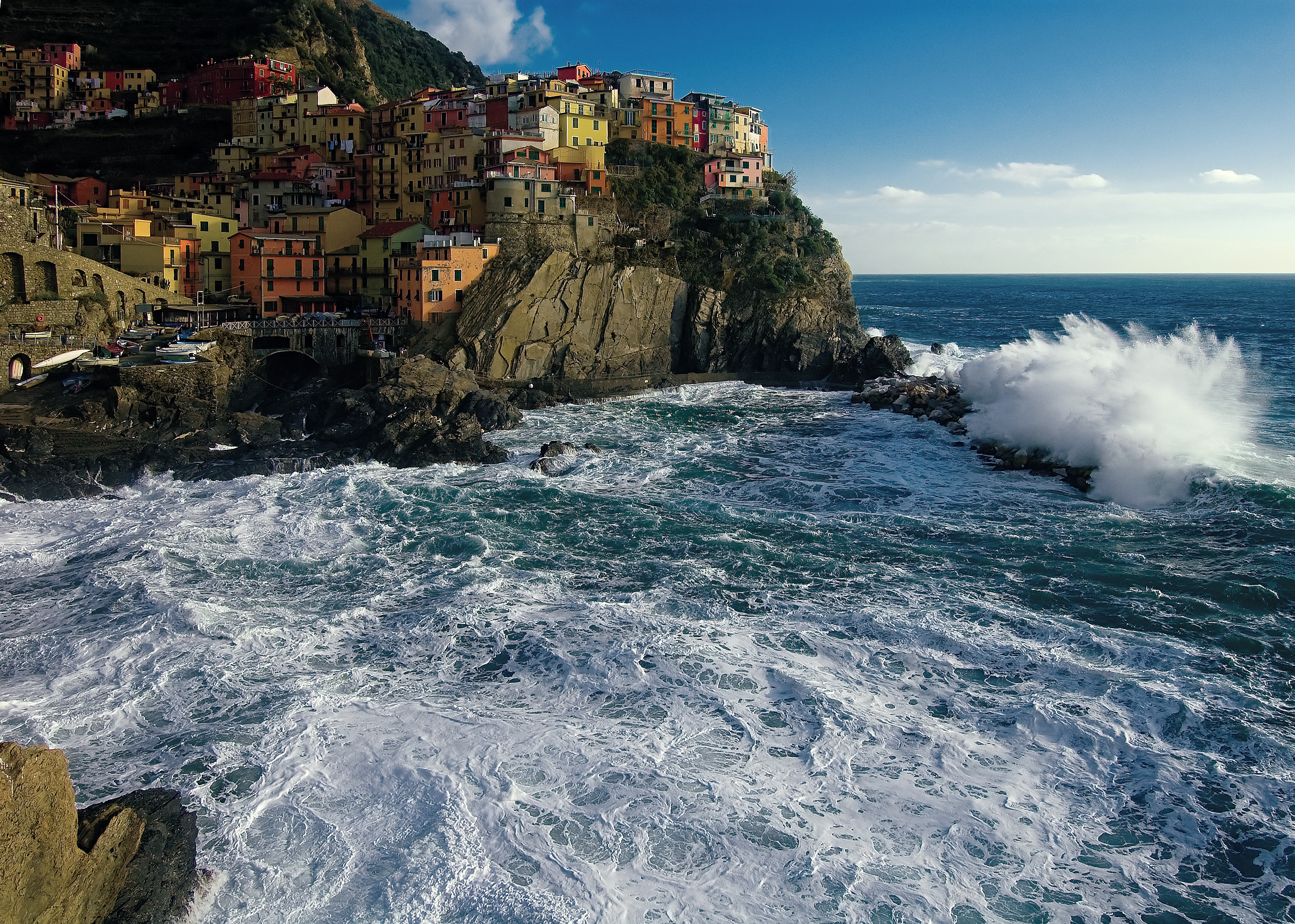
Manarola

Manarola (Manaea en dialecte local, Manaèa en ligure) est un hameau de la commune de Riomaggiore en Ligurie, en Italie. Il s'agit de l'une des localités qui constituent les Cinque Terre.

## Géographie
Manarola est située sur la côte de Ligurie, dans la province de La Spezia, à une dizaine de kilomètres à l'ouest de La Spezia et environ 70 km au sud-est de Gênes. Il s'agit de l'un des cinq villages formant les Cinque Terre : Manarola est le quatrième village en partant du nord, entre Corniglia au nord-ouest et Riomaggiore au sud-est ; après Corniglia, Manarola est le plus petit des cinq villages. Administrativement, Manarola est un hameau de Riomaggiore.
Manarola, comme les autres villages des Cinque Terre, est situé entre la côte ligure et une chaîne de montagnes qui se détache des Apennins au niveau du mont Zatta et descend vers le sud-est entre la côte et le val di Vara. Le village se trouve à l'extrémité de la vallée du torrent du rio Groppo.

## Histoire
Manarola pourrait être le plus ancien village des Cinque Terre. Les premières mentions remontent au XIIIe siècle, lorsque le village passe sous la domination de Gênes ; l'église San Lorenzo possède des éléments remontant à 1338.
La place de l'église est recouverte en 1863. En dehors de cet endroit, le torrent qui traverse le village reste entièrement à découvert jusqu'en 1950. Il est recouvert entre les années 1950 et 1970, en débutant par son embouchure.

## Lieux

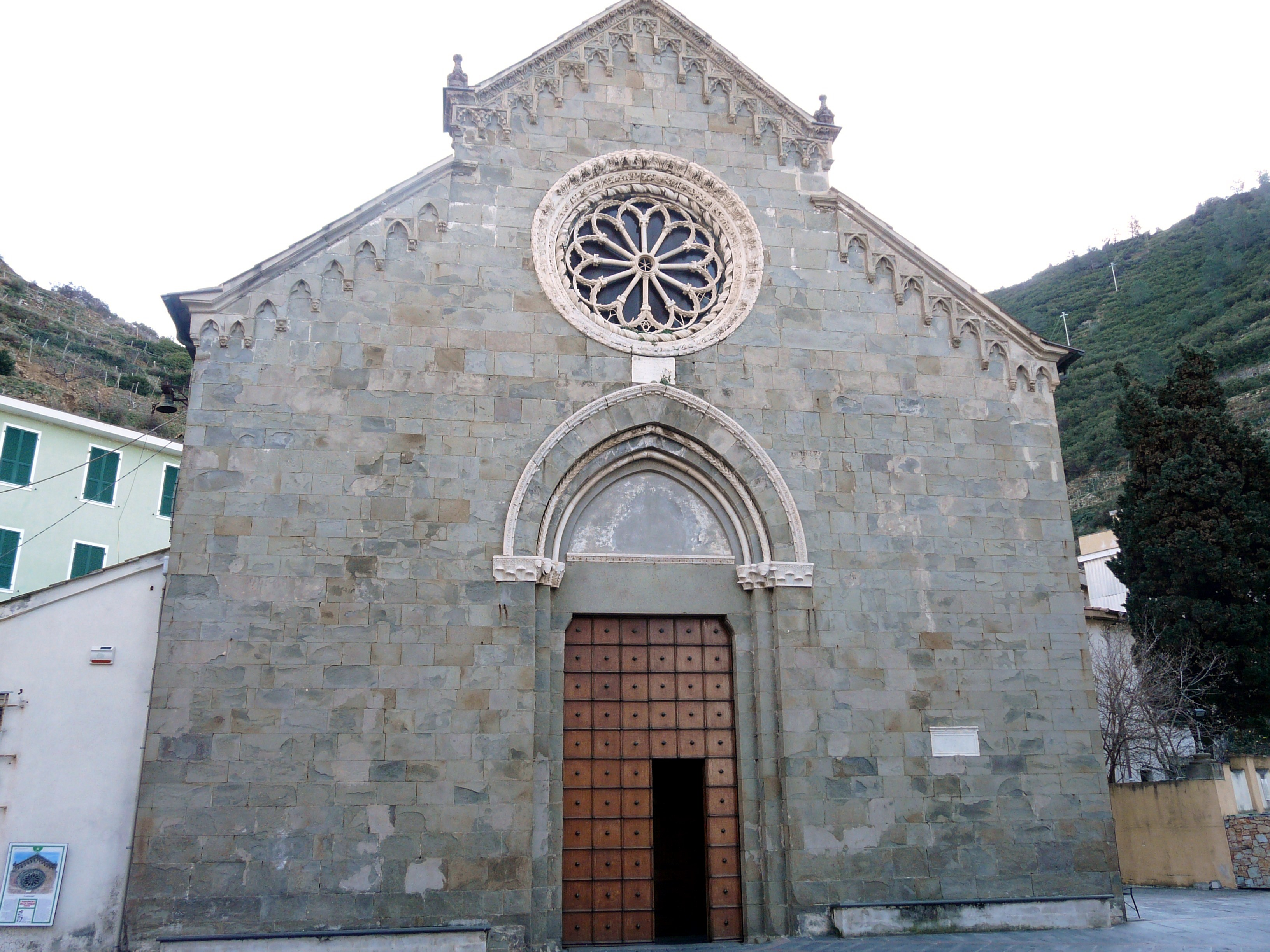
Façade de l'église San Lorenzo.

### Description
Le village est construit le long de la route principale, la via Discovolo, qui recouvre le torrent Groppo. À partir de la côte, le village grimpe rapidement sur une crête rocheuse qui domine la mer Méditerranée et est constitué de plusieurs ruelles étroites, parallèles et reliées par des escaliers. Les habitations de Manarola sont des maisons-tours génoises typiques. 

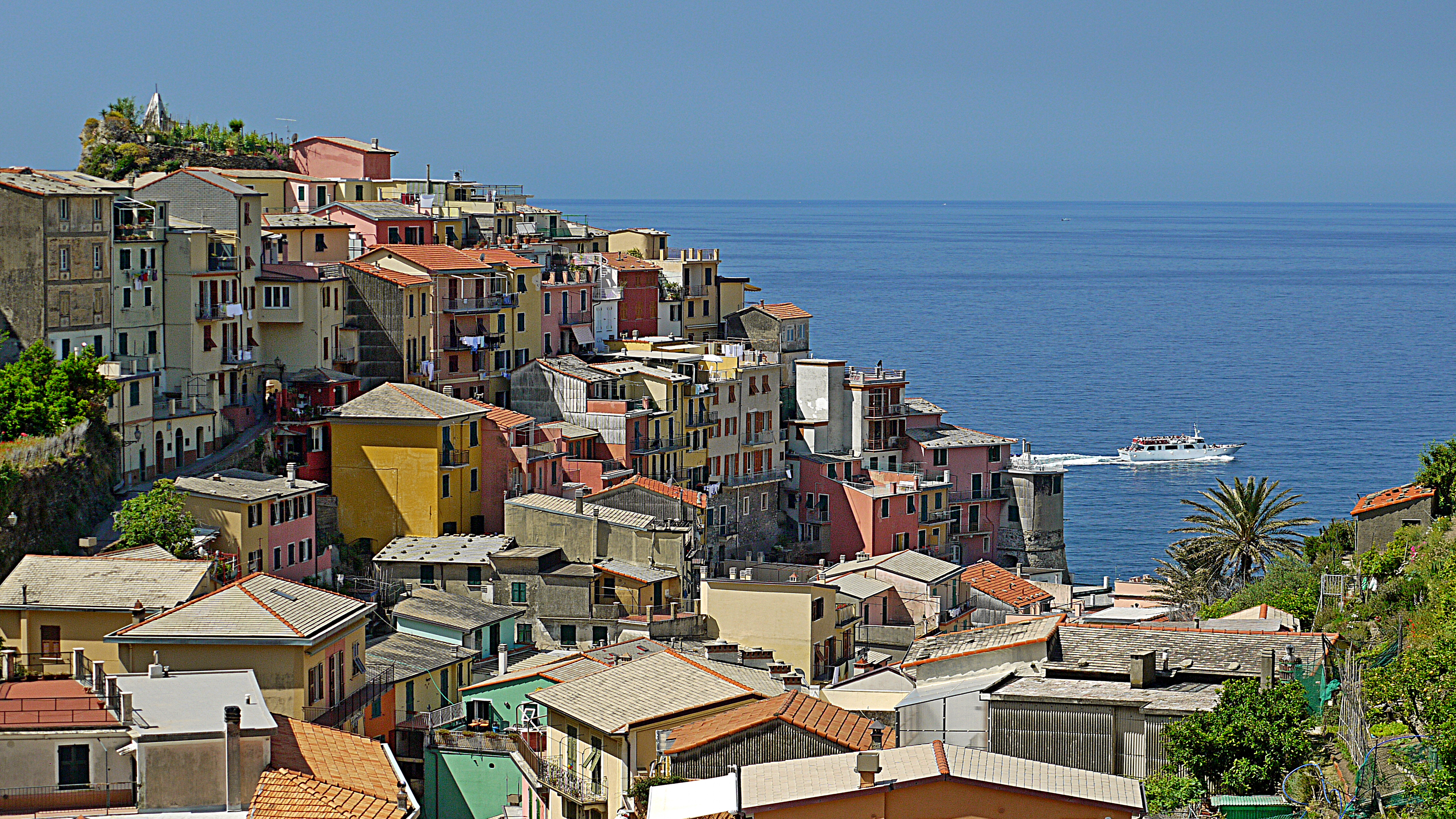
Manarola vue de la colline.

### Architecture religieuse
L'église paroissiale San Lorenzo est de style gothique et date de 1338.

## Économie
Les activités traditionnelles de Manarola sont la pêche et la viticulture. Le vin local, nommé Sciacchetrà, est mentionné comme vin de grande qualité dans des écrits datant de l'époque romaine.
Actuellement, Manarola et les villages voisins sont des destinations touristiques populaires, particulièrement en été.

## Culture

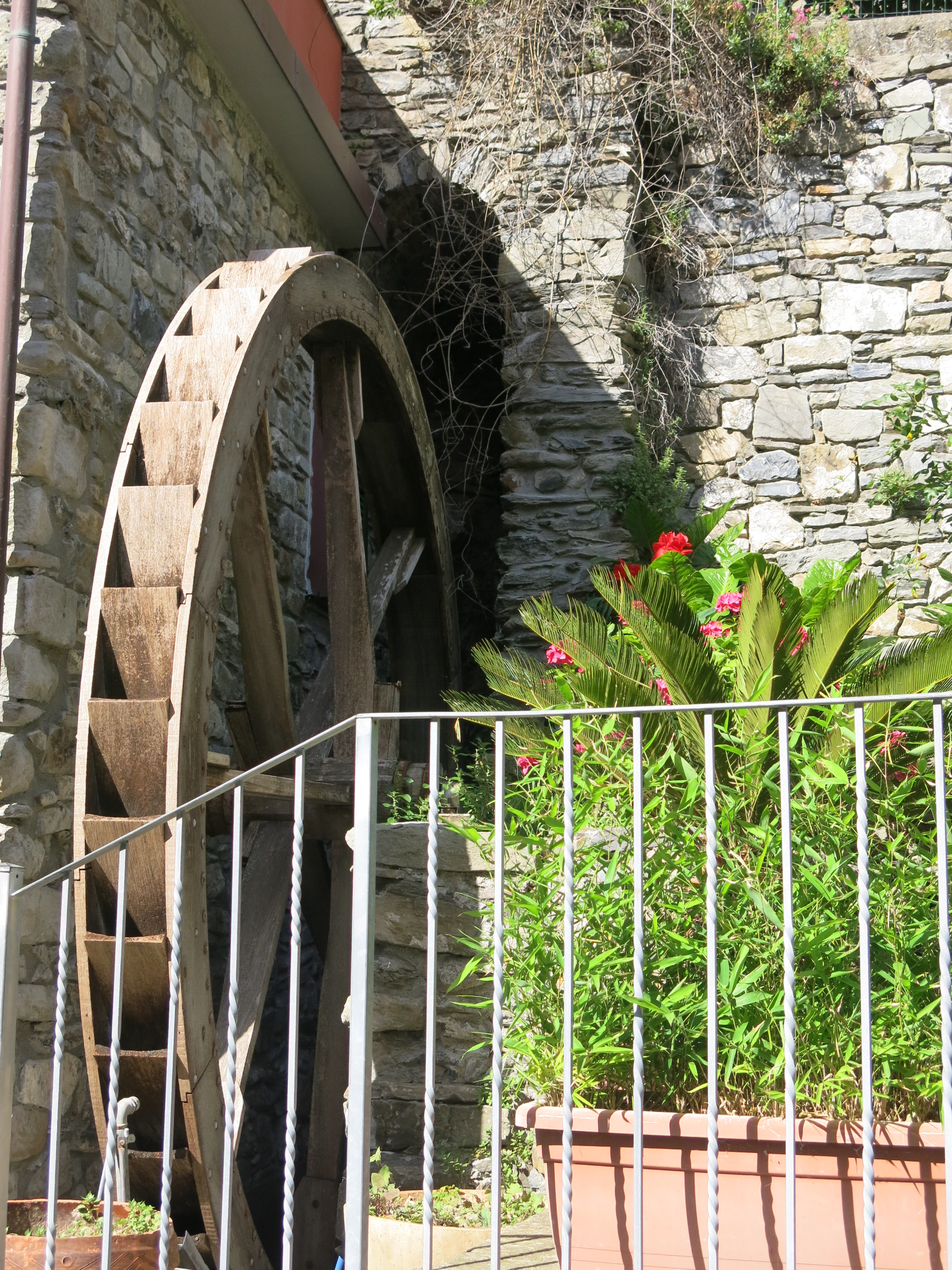
La grande roue qui pourrait être à l'origine du nom du village

### Langue
Le dialecte local, le manarolais, est légèrement différent des dialectes voisins. Le nom du village pourrait être une évolution dialectale du latin magna rota, modifié localement en magna roea, signifiant « grande roue », en référence à la roue de moulin située dans la ville.

### Fêtes
La fête de saint Laurent, saint-patron de la ville, a lieu le 10 août.

## Transports

### Transport routier
Comme les autres villages des Cinque Terre, Manarola est accessible depuis La Spezia à partir de la route provinciale SP 32. Le stationnement dans le village est réservé aux résidents.
Le parc national des Cinque Terre exploite un service de bus électriques (ou Diesel) qui circulent dans la ville et la relient à Groppo et Volastra.

### Transport ferroviaire
Manarola possède une gare ferroviaire sur la ligne Gênes-Rome.

### Transport maritime
Le port de Manarola est accessible par bateau. Une ligne touristique le relie à Porto Venere, et de là à La Spezia et Lerici.